# Щербак, Антонина Семёновна
Антони́на Семеновна Щерба́к (род. 1 января 1956, с. Константиново, Вишневский район, Целиноградская область Казахской ССР) — советский и российский лингвист, краевед. Доктор филологических наук (2008), профессор. Заведующий кафедрой русского языка Института филологии Тамбовского государственного университета имени Г. Р. Державина. Почётный работник высшего профессионального образования Российской Федерацииъъ. Член правления Гильдии лингвистов-экспертов по документационным и информационным спорам, член «Российской ассоциации лингвистов-когнитологов».
Область научных исследований: ономастика Тамбовщины, диалектная лексика.

## Биография
1979 г. — окончила Тамбовский государственный педагогический институт, филологический факультет (специальность: учитель русского языка и литературы методист по воспитательной работе).
По завершении вуза — учитель русского языка и литературы в школе-интернате в Павлодарской области Казахстана.
С 1980 преподает в ТГПИ-Тамбовском государственном университете имени Г. Р. Державина.
1991 г. — защитила в г. Алма-Ата диссертацию на соискание ученой степени кандидата филологических наук «Бытовая лексика в говорах Тамбовской области (Одежда)».
2008 г. — в г. Тамбов защитила докторскую диссертацию «Когнитивные основы региональной ономастики».
С 2009 — заведующая кафедрой русского языка факультета филологии и журналистики ТГУ.